# Kossuth tériek
A „Kossuth tériek” a Gyurcsány Ferenc balatonőszödi beszéde után kirobbant 2006-os magyarországi tiltakozási hullámban részt vevő, önmagukat „Kossuth térieknek” definiáló, illetve a hozzájuk csatlakozó egyéb szervezetek önelnevezése. Nevüket a Országház előtti Kossuth Lajos térről vették, ahol a leghosszabb ideig és a legnagyobb számban tüntettek a Gyurcsány-kormány, a kormányban részt vevő pártok, illetve Gyurcsány Ferenc miniszterelnök ellen.

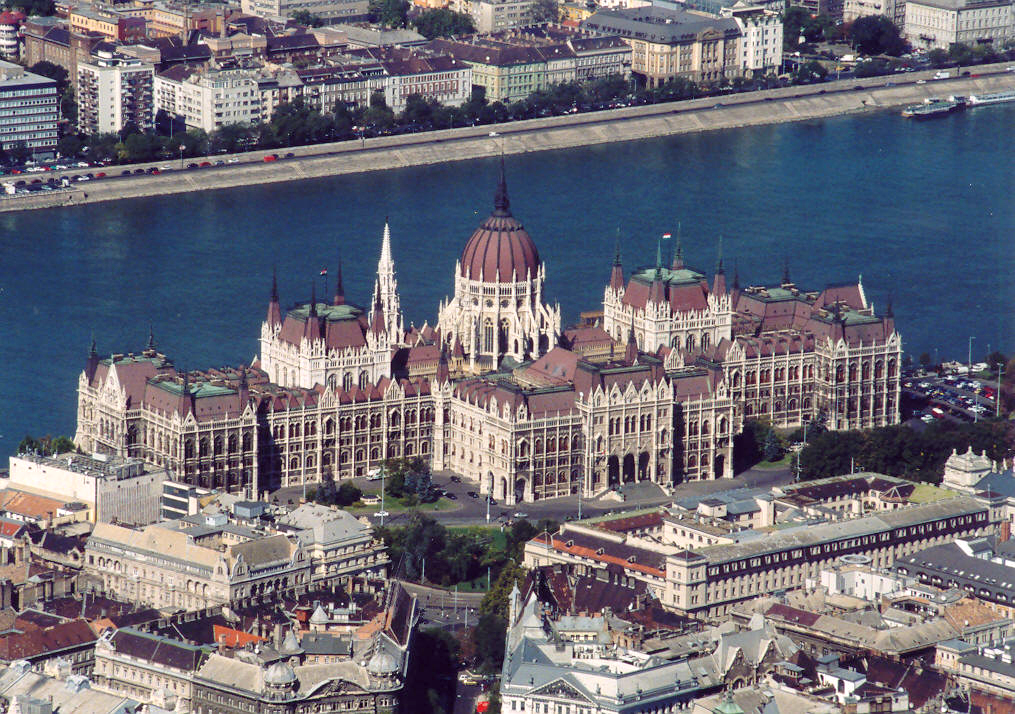
Az Országház és előtte a Kossuth tér Budapesten

## Hatvannégy Vármegye Ifjúsági Mozgalom
A HVIM részt vett a tüntetéseken, vezetője Zagyva György Gyula, Tiszteletbeli elnöke:Toroczkai László (az MNB 2006 tagja) többször felszólalt a Kossuth téren. Toroczkai László október 6-án bejelentette lemondását a mozgalom elnöki posztjáról, hogy a továbbiakban a „forradalom szervezésére koncentrálhasson”.

## Szeptember Tizennyolcadika csoport
A Szeptember Tizennyolcadika csoport ott volt az MTV ostrománál, másnap közzétette 10 pontból álló követeléseit.

## Magyar Nemzeti Bizottság 2006

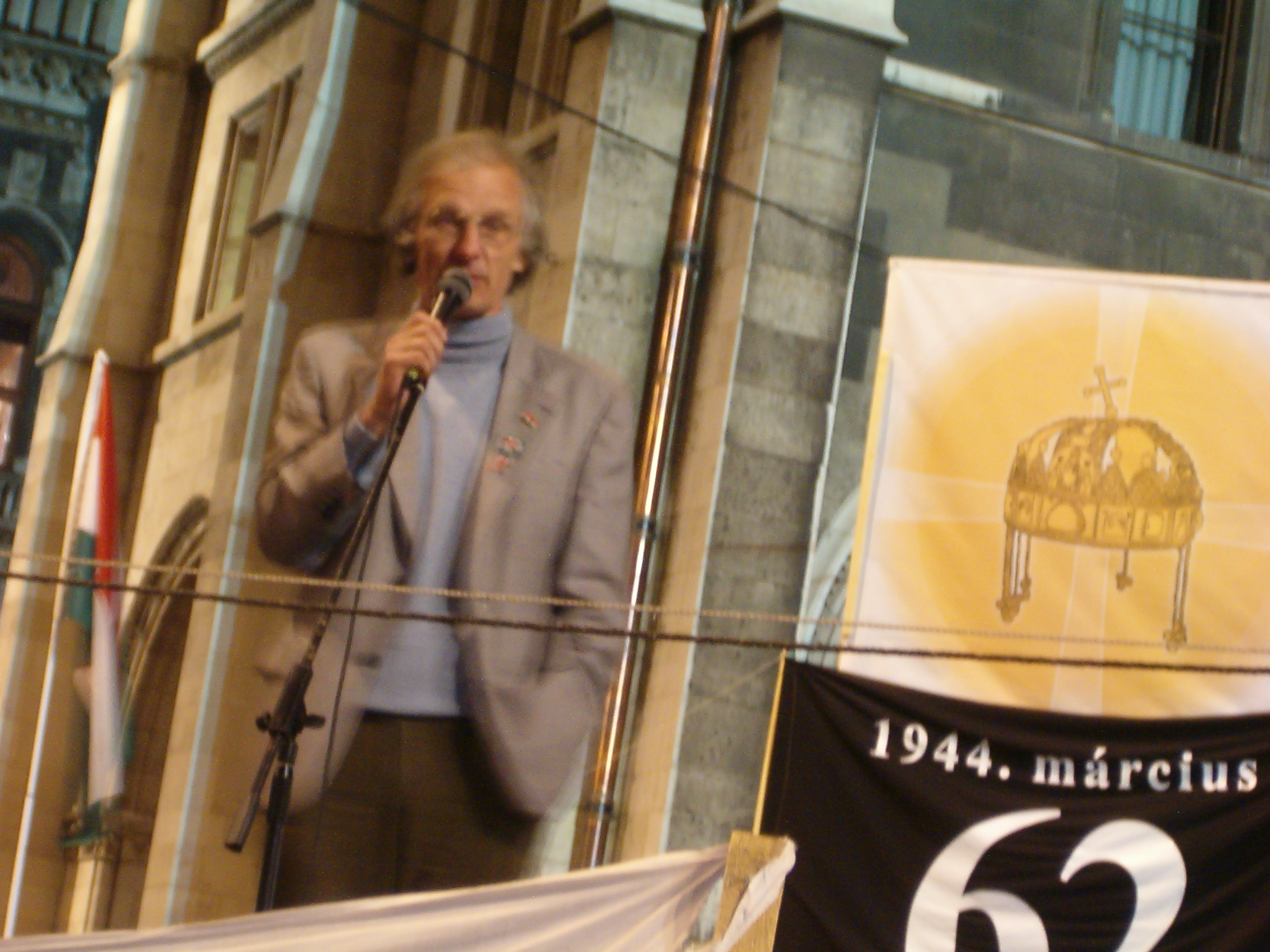
Gonda László, a Kossuth tériek „kvázi vezetője” beszél a tüntetésen

A szervezet megalakulását szeptember 19-én jelentette be Fáber Károly az MNB 2006 nevében. Tizenkét tagja között volt egyebek közt Molnár Tamás, Balogh Barna, Toroczkai László, mint ügyvivők, Fáber Károly és Gonda László. A Kossuth téri 37 napos folyamatos tüntetés után, a tér kényszerű elhagyása és annak 2007. március 19-éig tartó lezárásáig egy átalakulási folyamat alatt vezetői elmaradtak, vagy leváltották (Takács) őket. Tüntetésüket mind a mai napig (2008. május 12-én 603-ik napja) folytatják. 2006. október 31-e óta ügyvivője Gonda László, titkára pedig a Kossuth tér volt fő moderátora, Bene Gábor. Az eredeti alapítók közül már csak Gonda László és Bene Gábor aktív az MNB 2006-ban, Fáber Károly az újonnan alapított Rendszerváltó Fórumban.
Céljaik között szerepel Gyurcsány-kormány megbuktatása, egy Alkotmányozó Nemzetgyűlés összehívása, valamint idő előtti országgyűlési választás kiírása, új választási törvény megalkotása – ebben például az 5%-os parlamenti küszöb eltörlése. Molnár Tamás a szervezet egyik ügyvivője 2006. október 7-én kijelentette, hogy „új jobboldal formálódott a Kossuth téren, amelynek célja az összefogás, az integrálódás, illetve egy új rendszerváltás, a negyedik köztársaság”.

### Magyar Október Mozgalom
Az MNB 2006 alapította a szervezetet, egyfajta szellemi háttérnek, miután kénytelenek voltak a budapesti Kossuth teret elhagyni.

## Forradalmi Nemzeti Bizottmány

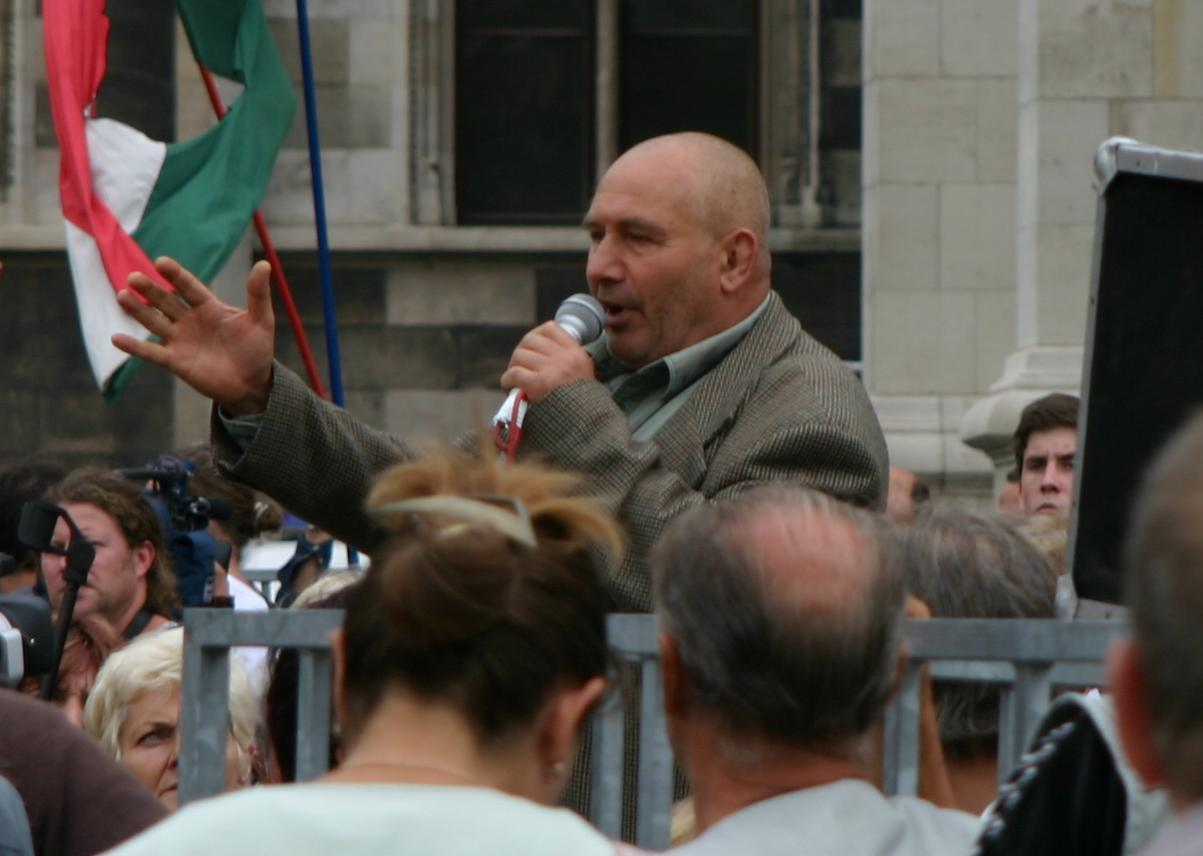
Ekrem-Kemál György beszél a tüntetőkhöz a Parlament épülete előtt (2006. szeptember 18.)

A Bizottmány megalakítása elsőnek Balogh Bélától és vitéz Gálfalvy Gallik Bélától indult ki 2006. szeptember 19-én. Szeptember 22-én 23 tag nevét olvasták föl, „közfelkiáltással” megerősítették tagságukat, de közülük többen egyrészt jelen sem voltak, másrészt sosem álltak ki a nyilvánosság elé, hogy tagjai a Forradalmi Nemzeti Bizottmánynak. A szervezet céljai politikai, míg az MNB 2006-é a tér szervezési feladatai. Tagja többek között Balogh Béla, vitéz Gálfalvy Gallik Béla, prof. dr. Tamás Károly, Sámsomdi Kiss Károly, Ekrem-Kemál György, dr. Krasznai Zoltán, Halász József, Wittner Mária, Kőrösi Imre, ifj. Hegedűs Lóránt, Nagy László és Schuster Lóránt.

## Lelkiismeret '88
A radikális jobboldali Lelkiismeret '88 csoport is részt vett október 4-én a Fidesz-MNB 2006-ÚMKE tárgyaláson, amelyen a Kossuth téri tüntetők képviselői a legnagyobb ellenzéki párttól kértek politikai segítséget. Honlapján a demonstrálóknak szóló információkat, (viselkedés, jogok stb.) illetve a zavargások után letartóztatott tüntetőket elítélő bírák és ügyészek személyes adatait hozták nyilvánosságra.

## Magyarok Világszövetsége
Október 5-én megállapodást kötött az MNB 2006-tal, amelyben csatlakozott annak követeléseihez és Magyar Nemzeti Minimum című programja keretein belül politikai támogatását adta.

## Magyar Gazdakörök és Gazdaszövetkezetek Országos Szövetsége
A Magosz szeptember 20-án szolidaritást vállalt a tüntetőkkel.
A Fidesz országos listájára több jelöltet adó, és így országgyűlési képviselőkkel is rendelkező szervezet segített a Kossuth téri tüntetők élelmiszerellátásában. Október 6-án csatlakozott a Kossuth téri tüntetéshez., illetve a gazdákat felszólította, hogy útlezárásokkal fejezzék ki elégedetlenségüket a kormánnyal szemben.

## Új Magyarországért Egyesület
A szervezet ideiglenes kormány megalakulását és alkotmányozó nemzetgyűlés összehívását követeli. Tagjai között van Papp Lajos, Makovecz Imre, Pozsgay Imre és Szűrös Mátyás is. Az egyesület mellé állt a Magosz. Október 9-én imaláncot hirdettek meg, és arra kérték a világ magyarságát, hogy október 23-án imádkozzanak az anyaországért.

## Magyar Nemzetért Mozgalom
A szervezet alapítója a Forradalmi Bizottmányból kivált Balogh Béla. A szervezet a 2006. november 25-én a Regnum Marianumnál tartott Rendszerváltó Népgyűlést megelőzően alakult, amit ezen alkalomkor 3000 ember előtt erősítettek meg. Tevékenysége a demonstrációk országos szintű szervezése volt. Később önálló szervezetként aktívan részt vett a Budapesti demonstrációk szervezésében. Nevükhöz fűződik a 2006. november 25-ei regnumi demonstráció, bár azt még a Forradalmi Nemzeti Bizottmány égisze alatt szervezték, a 2006. december 20-ai „Hív a Kossuth tér” utcai vonulás, amelyen mintegy 1500-2000 fő vett
részt. Majd 2007. január 20-án az Elégedetlenség Napja, amelyet az egész országban átvettek a televíziók a vonulás betiltása miatt. A vonulást a tiltás ellenére 150-200 fővel megtartották. A 2007. február 20-ára tervezett újabb vonulás, amely „LE A KORDONOKKAL ! LE A KORMÁNNYAL !” címmel indult volna, de nem engedélyezték. Helyette álló demonstrációt engedélyeztek a Nyugati téren. A Szervezet több autós blokádot szervezett. Többször részt vett az országos blokádokban. Politikai nézetei megegyeznek a fentebbi csoportokéval. Honlapjukon  a demonstrálóknak szóló információkat tesznek közzé, például gazdasági és politikai híreket, aktuális tüntetéseket.

## Nemzeti Felemelkedési Mozgalom
Minden parlamenti képviselő, de legalább 193 lemondását követelik.

## Magyar Októberi Bizottság
A Csurka István nevével fémjelzett szerveződés a kormány lemondásán felül új rendszerváltást akar.

## Egészségügyi Dolgozók Demokratikus Szakszervezete
Az Egészségügyben Dolgozók Szakszervezeti Szövetségének (EDSzSz) egyik tagszervezete, melynek elnöke Cser Ágnes. A szakszervezet a Kossuth téren terjesztett és fel is olvasott közleményében élesen bírálta a rendszerváltás óta eltelt évek „privatizációt erőltető” egészségpolitikáját, és a (2.) Gyurcsány-kormány tárgyalás- és kompromisszumképtelenségét. A szervezet „egészségügyi sátrat” állított fel a téren.

## A Sors-Társak Közhasznú Egyesülete
Civil szervezet, mely magukat a lakásmaffia áldozatainak valló, többségében hajlékuktól megfosztott személyekből alakult. A Kossuth téren már többször demonstráltak, de a 2006 szeptemberében kezdődött kormányellenes tüntetéshez is csatlakoztak, és egy önálló sátrat állítottak fel. Ennek okát abban jelölik meg, hogy a 2. Gyurcsány-kormány úgy módosított egy hosszas tárgyalások eredményeképp és a kormányoldal és az ellenzék közös támogatásával elfogadott eredményes törvény(javaslato)t, hogy a módosítások a törvény rengeteg pozitív eredményét semmissé teszik.

## Az Inconnu Csoport és a Párhuzamos Alapítvány

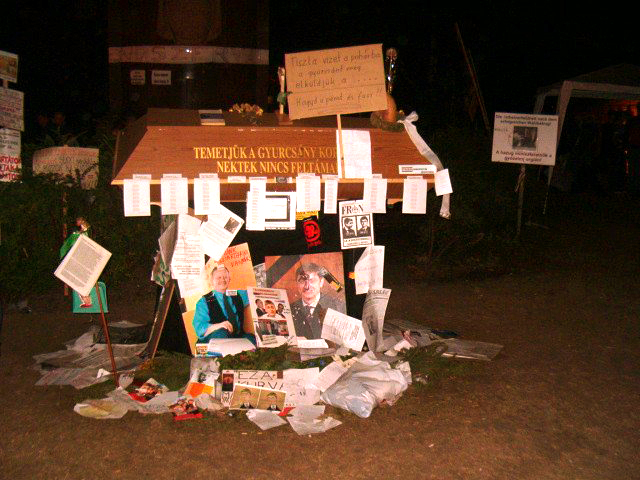
Az Inconnu Csoport kormányellenes installációja a Kossuth téren

Az  Inconnu Csoport magyar alternatív képzőművészek csoportja, mely már a Kádár-rendszerben is folytatott ellenzéki tevékenységet. A Kossuth téren ők állították fel 2006 szeptemberében a „Gyurcsány-kormány végét jelképező” fakoporsót. A Párhuzamos Alapítványt a csoport tagjai alapították különféle célok finanszírozására.

## RISS! – HUman Rights
Müncheni emberjogi társaság, mely a magyarországi események hatására alakult. Több németországi tüntetés és folyamatos kapcsolattartás jellemzi tevékenységüket. Egyedül a RISS! honlapján jelentek meg azonosításra ajánlott fényképek az október 23-ai akciókban részt vevő rendőrökről.

## Szent Korona Szövetség
Önmeghatározásuk szerint a „Szent Korona Szövetség célja a nemzeti szimbólumunk iránti tisztelet elmélyítése, a magyarságtudat erősítése, a magyar hagyományok megőrzésére való ösztönzés”. Részt vettek az október 28-ai „alkotmányozó nemzetgyűlés”-en.

## PAJZS Szövetség
Magyarország európai uniós tagságát ellenző szervezet. 2004. március 15-ére megígérték a Gyurcsány-kormány leváltását. Részt vettek a 2006. október 28-ai „alkotmányozó nemzetgyűlés”-en.
2008. június 14-én az Ír Nagykövetség előtti demonstráción köszönték meg az ír népnek a lisszaboni szerződés leszavazását.

## Kapcsolódó szócikk
- A 2006-os ősz